# Adolf Froelich
Adolf Froelich (ur. 24 grudnia 1887 w Łaziskach, zm. w listopadzie 1943 w Warszawie) – polski wynalazca, dentysta i uczestnik wojny polsko-bolszewickiej. Syn Rajnolda Froelicha (zarządca ziemski) i Antoniny Wilhelminy Józefiny Froelich z d. Majewskiej.

## Życiorys
Adolf Froelich od 1912 roku studiował browarnictwo na Wydziale Techniki Browarniczej Królewskiej Akademii Nauk Monachijskiego Uniwersytetu Technicznego we Freisingu. Poza tym studiował stomatologię. Uprawnienia lekarskie uzyskał w 1918 roku. Jako dentysta pracował m.in. w Jędrzejowie.
Adolf Froelich wynalazł w 1932 roku podwójne śmigło. Był oficerem w stopniu ppor. Wojska Polskiego. Brał udział w wojnie polsko-bolszewickiej w 9 Dywizji Piechoty jako lekarz dentysta. Jego prawnukiem jest niemiecki polityk Tomasz Froelich.

## Podwójne śmigło
Adolf Froelich 21 października 1932 r. zgłosił podwójne śmigło do Urzędu Patentowego Rzeczypospolitej Polskiej. Opisał on swój wynalazek między innymi następująco:
Podwójne śmigło według niniejszego wynalazku może być stosowane do helikopterów i do samolotów i specjalnie jest obliczone na lot w ośrodkach rzadszych. Wynalazek polega na tym, że na jednym wale umieszczono dwa śmigła, z których przednie zaopatrzone jest w płaszcz. Śmigło to, obracając się razem z płaszczem, pędzi poza siebie powietrze zgęszczone na umieszczone z tyłu drugie śmigło, które wskutek tego, pracuje już w ośrodku gęstszym, zatem wydajniej. W przednim śmigle muszą być śmigła umieszczone z przodu płaszcza; główną myślą jest tu zastosowanie płaszcza, a podrzędną, czy śmigło jest wbudowane w płaszcz lub nie, gdyż o ile tylko śmigło jest umieszczone z przodu, to działanie w obu wypadkach jest analogiczne, mianowicie w płaszczu będzie się zgęszczać powietrze, wskutek czego tylne śmigło będzie pracować w gęstszym ośrodku. Śmigło podwójne może być i bez płaszcza; w tym wypadku przednie śmigło jest krótsze od tylnego, umieszczonego na tym samym wale napędowym, przy czym tylne śmigło ustawione jest w stosunku do przedniego pod kątem prostym. (Froelich 1933)